# Xarafull
Xarafull (en castellà i oficialment Jarafuel) és un municipi del País Valencià situat a la comarca de la Vall de Cofrents.

## Geografia
El seu terme, d'un centenar de quilòmetres quadrats, s'escampa pel sector central de la vall a la riba esquerra del riu Cautaban, que creua el terme de sud a nord i rep les aigües de la rambla de Murel. Un altre corrent fluvial menor és el Barranco del Agua, que també travessa el terme de sud a nord i deixa Xarafull a la dreta. Tots dos rius van a parar al Xúquer al terme de Xalans.
El relleu és esquerp i accidentat, amb altures que superen els 900 m a la part occidental del terme, com, per exemple, el Castillico (1.067 m), la mola de Juey (1.066 m) i la mola del Puntal de la Cruz (961 m); a l'est les altituds disminuïxen una miqueta en els últims estreps del massís del Caroig, com en la Majada Hueca (876 m) i el pic d'Alcola (886 m). Xarafull és ric en aigües; així, hi trobem els pous d'Antón de la Juana, la Cañada i Jabonero, i un bon grapat de fonts, com les del Ral, el Piojo, la Fuente Bella, el Tobarro, la Bocina, la Carrasca, la Higuera, la Marzala, etc.
El seu terme municipal limita al nord amb Xalans, a l'est amb Cortes de Pallars, al sud amb Teresa de Cofrents, Zarra i Aiora i a l'oest amb Carcelén i Villa de Ves, a la comarca castellana de La Manchuela.

## Història
Les primeres restes de població són les iberes del Castillico. El castell i la vila són d'origen musulmà, els quals l'anomenaren al-Sarafà. Fou conquistada per Jaume I i entregada al rei de Castella, en virtut del tractat d'Almizra; el 1281 va retornar al Regne de València. L'infant Sanç tornà el castell a la Corona el 1319. El 1328 detenia el senyoriu l'almirall Bernat de Sarrià. El rei Martí l'Humà va donar-la a Alfons Cornell, el seu primer senyor territorial; després passà als ducs de Gandia. A la seua parròquia, que fou l'única de la vall que va dependre de la diòcesi de València fins al 1535, van pertànyer Zarra, Teresa, Xalans i Cofrents, que se segregaren aquell any com a rectories de moriscs. Romangué despoblat després de l'expulsió morisca i el 1646 no passava de 85 cases. L'església parroquial de Santa Caterina, que substituí l'antiga mesquita, fou acabada l'any 1689.
El municipi fou escollit l'any 1834 com a cap de partit judicial, però en 1847 el municipi d'Aiora va passar a complir eixes funcions. El 1854 s'hi va declarar una epidèmia de còlera que es va estendre per les comarques limítrofes. El 1864 una sèrie de temporals de pluja causaren greus destrosses en camps i molins. El 1874, durant la tercera guerra carlina, la partida de Santés i Cucala assaltà la vila.

## Economia
L'única indústria és la manufactura de bastons i forques amb lledoner, que exporten a tot l'Estat i, fins i tot, a l'estranger.

## Demografia
A Xarafull es parla un peculiar castellà de transició farcit de catalanismes i aragonesismes propis de les terres frontereres.
| 1990  | 1992  | 1994  | 1996  | 1998 | 2000 | 2002 | 2004 | 2005 | 2008 | 2015 |
| ----- | ----- | ----- | ----- | ---- | ---- | ---- | ---- | ---- | ---- | ---- |
| 1.141 | 1.030 | 1.046 | 1.006 | 950  | 917  | 873  | 861  | 871  | 822  | 808  |

## Llocs d'interés
- Castell de Xarafull. Restes del castell musulmà del segle xii, que es troba al centre del poble.
- Església de Santa Caterina. De 1689, està envoltada de carrers rosts, torts i estrets d'origen morisc.

## Gastronomia
La gastronomia local és de tipus castellà, com en tota la contrada. Hi són típics plats com ara el calducho, el trigo tastanao (plat de calent a base de blat i fesols) les gachas (farinetes) de matança i els gaspatxos. Els dolços més característics són les toñas (tonyes) i els grullos (trossets de massa fregida arrebossada amb mel i ratlladura de llima).

## Festes
Del 24 al 27 de novembre, en honor de Santa Caterina i a Sant Coronat.